# سیری لهلند
سیری لهلند (به انگلیسی: Siri Lehland)(زاده ۱۲ فوریهٔ ۲۰۰۱) مدل نروژی است.
او یک زن ترنس است.